# ليكسيناتيد
ليكسيناتيد(Lixisenatide )، الذي يباع تحت الإسم التجاري ليكسوميا(Lyxumia) و أدليكسين(Adlyxin )، هو دواء يستخدم لعلاج مرض السكري من النوع 2 .  يتم استخدامه مع الأدوية الأخرى والنظام الغذائي وممارسة الرياضة عندما لا تكون كافية.  ويعطى يؤخذ عن طريق الحقن تحت الجلد. 
و تشمل الآثار الجانبية الشائعة له ما يلي: الغثيان و الإسهال و الصداع.  قد تشمل الآثار الجانبية الأخرى أيضا: انخفاض نسبة السكر في الدم و ردود الفعل التحسسية . و لا ينصح باستخدامه أثناء الحمل بالمرة.  و هو ناهض لمستقبلات GLP-1 مما يزيد من إنتاج الأنسولين عن طريق البنكرياس.  
تمت الموافقة على ليكسسيناتيد للاستخدام الطبي في أوروبا في عام 2013 و الولايات المتحدة في عام 2016.   في المملكة المتحدة، يكلف شهر العلاج هيئة الخدمات الصحية الوطنية حوالي 58 جنيهًا إسترلينيًا اعتبارًا من عام 2021.  أما في الولايات المتحدة يكلف هذا القدر حوالي 660 دولارًا أمريكيًا.  يتوفر على شكل مزيج من الأدوية مع أنسولين الجلارجين. 